# Paweł Stok
Paweł Stanisław Stok (ur. 22 marca 1913 w Tarnopolu, zm. 18 sierpnia 1993 w Krakowie) – polski koszykarz. Reprezentant Polski podczas Letnich Igrzysk Olimpijskich 1936, na której Polska zajęła 4. miejsce.
Pochowany na cmentarzu Rakowickim (kwatera XXXIX-wsch.-18).

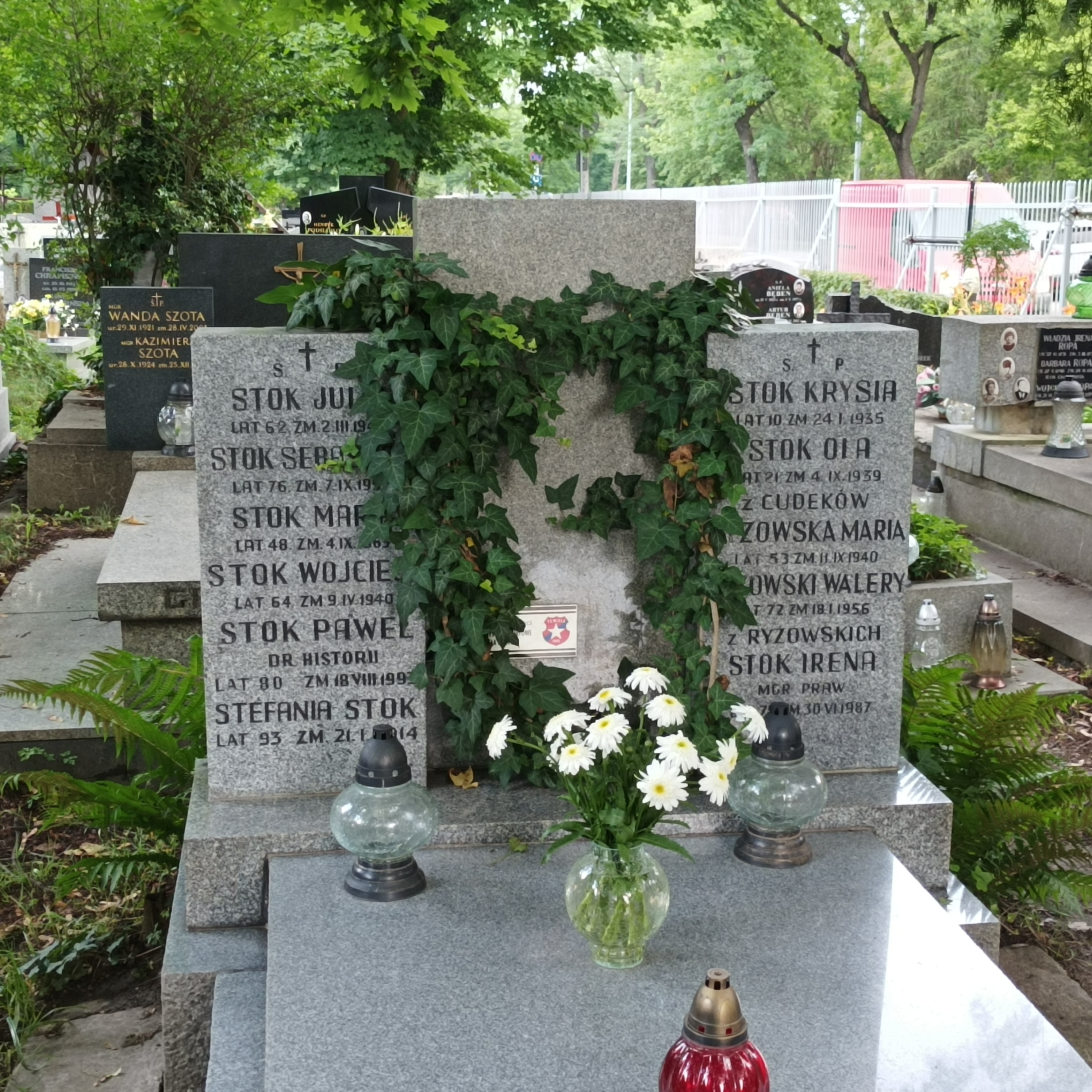
Grób Pawła Stoka na cmentarzu Rakowickim w Krakowie

## Osiągnięcia
Na podstawie, o ile nie zaznaczono inaczej.
Reprezentacja
- Brązowy medalista mistrzostw Europy (1939)
- Uczestnik:
  - igrzysk olimpijskich (1936 – 4. miejsce)
  - mistrzostw Europy (1937 – 4. miejsce, 1939, 1946 – 9 miejsce, 1947 – 7. miejsce)
- Lider strzelców Eurobasketu (1946)